# パントオス
パントオス（古希: Πάνθοος, Panthoos）あるいはパントゥース（古希: Πάνθους, Panthous）は、ギリシア神話の人物である。トロイアの長老の1人として『イーリアス』3巻で言及されている。またトロイアのアポローン神殿に仕える神官だった。オトリュスの息子で、プロンティスとの間にポリュダマース、エウポルボス、ヒュペレーノールをもうけた。

## 神話
伝えられているところによると、パントオスはもともとギリシアの出身であり、デルポイの神官であった。ヘーラクレースがトロイアを攻略した際に、プリアモスはデルポイに使節を送って神託に伺いを立てたが、この使節の中にアンテーノールの息子がおり、パントオスに恋をしてトロイアに連れ去った。プリアモスはその償いとしてパントオスをトロイアのアポローン神殿の神官とした。ギリシアの使節がトロイアを訪れてヘレネーの返還を求めたとき、パントオスはギリシア軍が周辺都市を略奪し、ポリュメーストールのように同盟国の中にもトロイア側が不利になる行動をとる者が現れていることを挙げて、これ以上周辺都市や同盟国の離反を招いてさらに状況が悪化することを避けるためにヘクトールにヘレネーを返還するよう懇願した。しかしヘクトールはパリスの罪を悲しみつつも、ヘレネーが嘆願者として自身の館に滞在していることを理由に拒否した。一説によるとトロイア戦争ではギリシア軍の武将4人を討った。ウェルギリウスによると、トロイア陥落の際に神殿の神聖な遺物を抱え、孫の手を引いて逃げようとしたが、戦火の混乱の中で殺された。